# Адылов, Владимир Туйчиевич
Владимир Туйчиевич Адылов (1948, Узбекская ССР) — советский деятель, новатор производства, токарь, бригадир токарей Ташкентского авиационного производственного объединения имени В. П. Чкалова Узбекской ССР. Член Центральной Ревизионной Комиссии КПСС в 1986—1990 годах. Народный депутат СССР в 1989—1991 годах.

## Биография
В 1964—1967 годах — токарь завода города Ташкента.
В 1967—1973 годах — токарь Ташкентского авиационного завода имени В. П. Чкалова Узбекской ССР.
В 1968 году окончил Ташкентский авиационный техникум.
Член КПСС с 1972 года.
В 1973—1987 годах — мастер, токарь, с 1987 года — бригадир токарей Ташкентского авиационного производственного объединения имени Чкалова Узбекской ССР.
С 1986 года член Центральной Ревизионной Комиссии КПСС. 
В 1989—1991 годах — член Верховного совета СССР, член комиссии Совета Национальностей Верховного Совета СССР по вопросам социального и экономического развития союзных и автономных республик, автономных областей и округов.
Затем — директор ООО «Инструмент» в городе Ташкенте.

## Награды
- ордена Трудовой Славы II и III степеней
- медали